# 空有願望
《空有願望》（日语：／ Negai goto no mochigusare */?）為日本女子偶像團體AKB48的第48張單曲，由秋元康作詞、内山栞作曲，2017年5月31日由國王唱片發行。此張單曲的同名標題曲由松井珠理奈及宮脇咲良兩人擔任中心成員（Center）。

## 發行背景
本作為前作《Shoot Sign》發行約2個月後之2017年第2張單曲，以Type A、Type B、Type C的初回限定盤及通常盤、劇場盤等7種版本發售。CD中附有「AKB48第49張單曲選拔總選舉」選票。
《空有願望》獲選為「第84屆NHK全國學校音樂大賽」初中組的必選曲，不過其演唱版本之編曲與AKB48單曲收錄之原創版本稍有不同。此曲的合唱版本於2017年3月11日在NHK教育頻道節目《2017年音樂大賽必選曲正式公布！〜邁向第84屆NHK全國學校音樂大賽》首播。原創版本於2017年5月5日在NHK綜合頻道節目《N con×AKB48〜合唱讓我悸動不已！》首播。
2017年3月20日在幕張展覽館舉行的合照活動上正式公布獲選的單曲演唱成員。入選成員比前作多了3位，共有35位，同時也公布「N con合唱選拔」的入選成員。小田繪里奈及久保怜音皆為初次入選成員，高柳明音是繼第41張單曲《Halloween Night》的一年九個月後再度入選（第7作），朝長美櫻、古畑奈和則是繼第36張單曲《拉布拉多獵犬》的三年後再度入選（第12作）。2017年4月19日畢業成員小嶋陽菜除外，前作演唱成員大西桃香在本次選拔未獲得入選。
此張單曲採用俄羅斯民謠風的6／8拍節奏，營造出不可思議的節奏。本作所收錄的B面歌，則由去年舉辦的《AKB48第45張單曲選拔總選舉》得票前4名成員擔任中心成員（指原莉乃、渡邊麻友、松井珠理奈、山本彩）。劇場盤同時收錄AKB48姐妹團STU48的第一首原創曲「瀨戶內之聲」（瀬戸内の声）。

## 封面寫真
各版封面皆以成員們手握著蒲公英絨毛做為設計主題。設計概念來自「在吹蒲公英的絨毛時，投下的願望會成真」的歐洲傳說，初回限定盤的形象是吹蒲公英許願，絨毛代表著希望的象徵，通常盤則是握著絨毛飛向天空。除了絨毛是希望的比喻，「白色絨毛在遙遠的土地上盛開黃花時，成員們的心願會成真」的意思也包括在內。
| Type A 初回限定盤 | 木崎由里亞、北原里英、白間美瑠、須田亞香里、松井珠理奈、宮脇咲良、向井地美音、武藤十夢                 |
| Type A 通常盤     | 入山杏奈、小嶋真子、宮脇咲良、武藤十夢、山本彩、橫山由依                                               |
| Type B 初回限定盤 | 入山杏奈、加藤玲奈、小嶋真子、指原莉乃、高橋朱里、古畑奈和、山本彩、橫山由依                           |
| Type B 通常盤     | 柏木由紀、加藤玲奈、兒玉遙、高橋朱里、松井珠理奈、向井地美音                                           |
| Type C 初回限定盤 | 岡田奈奈、柏木由紀、兒玉遙、込山榛香、高柳明音、渡邊麻友                                               |
| Type C 通常盤     | 岡田奈奈、木崎由里亞、込山榛香、指原莉乃、須田亞香里、渡邊麻友                                         |
| 劇場盤            | 岡田奈奈、柏木由紀、指原莉乃、須田亞香里、松井珠理奈、宮脇咲良、向井地美音、山本彩、橫山由依、渡邊麻友 |

## MV
空有願望（願いごとの持ち腐れ）
2017年5月1日於東京都內舉辦MV試映會。MV以2017年3月19日閉校的靜岡縣濱松市立鏡山小學校為主要場景，成員於學校正式關閉的數天前至該校拍攝，採用仿紀錄片的方式呈現，時間長達11分鐘。MV以該校的教務主任的訪談作為開頭。導演為大隈良平。
當代PARA（イマパラ）
由指原莉乃擔任中心成員，該曲以1980年代後半流行的Para Para為主要曲風。MV拍攝當天，岡田奈奈因身體不適缺席。
前兆
由渡邊麻友為中心成員，參與演唱者為48集團的新進成員，MV以成員在櫻花樹下賞花為主要場景。導演為大野敏嗣。
明滅女人香（点滅フェロモン）
由松井珠理奈擔任中心成員，MV中成員皆以狂野的髮型及化妝和表情來表現女性內心骯髒的一面。導演為三石直和。
當時的五百圓硬幣（あの頃の五百円玉）
由山本彩擔任中心成員，成員全員的舞蹈動作皆在床上進行，MV以俯瞰的方式拍攝。MV為限定期間推出。

## 媒體使用歌曲
空有願望
《第84屆NHK全國學校音樂大賽》初中組必選曲
NHK《大家的歌》2017年4月－5月份實況轉播歌曲

## 單曲收錄歌曲
Type A・B・C皆有初回限定盤及通常盤2種版本，各版本的初回限定盤與通常盤之收錄歌曲皆相同。

### Type A
| CD   | CD                      | CD     | CD       | CD       |
| 曲序 | 曲目                    |        | 作曲     | 編曲     |
| ---- | ----------------------- | ------ | -------- | -------- |
| 1.   | 空有願望                | 秋元康 | 内山栞   | 若田部誠 |
| 2.   | 當代PARA                | 秋元康 | 板垣祐介 | 板垣祐介 |
| 3.   | 前兆                    | 秋元康 | 白戸佑輔 | 若田部誠 |
| 4.   | 空有願望 off vocal ver. |        | 内山栞   | 若田部誠 |
| 5.   | 當代PARA off vocal ver. |        | 板垣祐介 | 板垣祐介 |
| 6.   | 前兆 off vocal ver.     |        | 白戸佑輔 | 若田部誠 |

| DVD  | DVD                  | DVD      |
| 曲序 | 曲目                 | 導演     |
| ---- | -------------------- | -------- |
| 1.   | 空有願望 Music Video | 大隈良平 |
| 2.   | 當代PARA Music Video | ZUMI     |
| 3.   | 前兆 Music Video     |          |

### Type B
| CD   | CD                        | CD     | CD       | CD       |
| 曲序 | 曲目                      |        | 作曲     | 編曲     |
| ---- | ------------------------- | ------ | -------- | -------- |
| 1.   | 空有願望                  | 秋元康 | 内山栞   | 若田部誠 |
| 2.   | 當代PARA                  | 秋元康 | 板垣祐介 | 板垣祐介 |
| 3.   | 明滅女人香                | 秋元康 | 炭田慎也 | APAZZI   |
| 4.   | 空有願望 off vocal ver.   |        | 内山栞   | 若田部誠 |
| 5.   | 當代PARA off vocal ver.   |        | 板垣祐介 | 板垣祐介 |
| 6.   | 明滅女人香 off vocal ver. |        | 炭田慎也 | APAZZI   |

| DVD  | DVD                    | DVD      |
| 曲序 | 曲目                   | 導演     |
| ---- | ---------------------- | -------- |
| 1.   | 空有願望 Music Video   | 大隈良平 |
| 2.   | 當代PARA Music Video   | ZUMI     |
| 3.   | 明滅女人香 Music Video |          |

### Type C
| CD   | CD                              | CD     | CD             | CD             |
| 曲序 | 曲目                            |        | 作曲           | 編曲           |
| ---- | ------------------------------- | ------ | -------------- | -------------- |
| 1.   | 空有願望                        | 秋元康 | 内山栞         | 若田部誠       |
| 2.   | 當代PARA                        | 秋元康 | 板垣祐介       | 板垣祐介       |
| 3.   | 當時的五百圓硬幣                | 秋元康 | K-WONDER・SAS3 | 野中「雅」雄一 |
| 4.   | 空有願望 off vocal ver.         |        | 内山栞         | 若田部誠       |
| 5.   | 當代PARA off vocal ver.         |        | 板垣祐介       | 板垣祐介       |
| 6.   | 當時的五百圓硬幣 off vocal ver. |        | K-WONDER・SAS3 | 野中「雅」雄一 |

| DVD  | DVD                          | DVD      |
| 曲序 | 曲目                         | 導演     |
| ---- | ---------------------------- | -------- |
| 1.   | 空有願望 Music Video         | 大隈良平 |
| 2.   | 當代PARA Music Video         | ZUMI     |
| 3.   | 當時的五百圓硬幣 Music Video |          |

### 劇場盤
| CD   | CD                        | CD     | CD       | CD       |
| 曲序 | 曲目                      |        | 作曲     | 編曲     |
| ---- | ------------------------- | ------ | -------- | -------- |
| 1.   | 空有願望                  | 秋元康 | 内山栞   | 若田部誠 |
| 2.   | 當代PARA                  | 秋元康 | 板垣祐介 | 板垣祐介 |
| 3.   | 瀨戶内之聲（STU48）       | 秋元康 |          |          |
| 4.   | 空有願望 off vocal ver.   |        | 内山栞   | 若田部誠 |
| 5.   | 當代PARA off vocal ver.   |        | 板垣祐介 | 板垣祐介 |
| 6.   | 瀨戶内之聲 off vocal ver. |        |          |          |

## 歌曲参与成员

### 空有願望
（中心成员：松井珠理奈、宮脇咲良）
- Team A：入山杏奈、大家志津香、横山由依
- Team K：峯岸南、向井地美音、武藤十夢
- Team B：加藤玲奈、木崎由里亚、渡邊麻友
- Team B / NGT48 Team NIII：柏木由紀
- Team 4：川本紗矢、小嶋真子、込山榛香、高橋朱里
- Team 4 / STU48：岡田奈奈
- Team 8：小栗有以、小田绘里奈
- 研究生：久保怜音
- SKE48 Team S：松井珠理奈
- SKE48 Team KII：高柳明音、古畑奈和
- SKE48 Team E：后藤乐乐、須田亚香里
- NMB48 Team N：市川美織、山本彩加、山本彩
- NMB48 Team M：吉田朱里
- NMB48 Team M / Team A：白間美瑠
- HKT48 Team H / Team K：兒玉遥
- HKT48 Team H / STU48：指原莉乃
- HKT48 Team KIV / Team A：宮脇咲良
- HKT48 Team KIV / Team 4：朝长美樱
- HKT48 Team TII：松岡花
- NGT48 Team NIII：北原里英、中井莉加

### 当代PARA
（中心成员：指原莉乃）
- Team A：宮崎美穂
- Team 4 / STU48：岡田奈奈[註 3]
- Team 8：佐藤七海、大西桃香
- 研究生：浅井七海
- SKE48 Team KII：大場美奈、惣田紗莉渚、日高優月
- SKE48 Team E：木本花音、熊崎晴香、后藤乐乐、佐藤堇、須田亞香里、谷真理佳
- NMB48 Team N：須藤凜凜花
- NMB48 Team BII：太田夢莉
- HKT48 Team H / Team B：矢吹奈子
- HKT48 Team H / STU48：指原莉乃
- HKT48 Team KIV：植木南央、冨吉明日香、村重杏奈、本村碧唯
- NGT48 Team NIII：荻野由佳、北原里英、中井莉加

### 前兆
（中心成员：渡邊麻友）
- Team A：樋渡結依
- Team B：福岡聖菜、馬嘉伶、渡邊麻友
- Team 4：川本紗矢、小嶋真子、込山榛香
- Team 8：小栗有以
- Team 8 / Team B：坂口渚沙
- 研究生：久保怜音、田口愛佳、千葉惠里
- SKE48 Team S / Team 4 ：北川綾巴
- SKE48 Team KII：江籠裕奈、小畑優奈、竹内彩姫
- HKT48 Team H：田島芽瑠、田中美久
- HKT48 Team KIV / Team A：宮脇咲良
- HKT48 Team KIV / Team 4：朝长美樱
- HKT48 Team TII：松岡花
- NGT48 Team NIII：高倉萌香

### 明灭女人香
（中心成员：松井珠理奈）
- Team A：谷口惠
- Team K：田野優花、向井地美音、武藤十夢、茂木忍
- Team B：木崎由里亞、後藤萌咲
- Team 4：高橋朱里
- Team 8：岡部麟、倉野尾成美
- Team 8 / Team A：山田菜菜美
- 研究生：山内瑞葵
- SKE48 Team S：松井珠理奈、山内鈴蘭
- NMB48 Team N：山本彩加
- NMB48 Team M / Team A：白間美瑠
- NMB48 Team BII：沖田彩華
- HKT48 Team H：秋吉優花、井上由莉耶、松岡菜摘
- NGT48 Team NIII：加藤美南

### 当时的五百圆硬币
（中心成员：山本彩）
- Team A：入山杏奈、佐佐木優佳里、横山由依
- Team K：峯岸南
- Team B：加藤玲奈
- Team B / NGT48 Team NIII：柏木由紀
- Team 4：岩立沙穂、大森美優
- SKE48 Team S：二村春香
- SKE48 Team KII：高柳明音、古畑奈和
- SKE48 Team E：鎌田菜月
- NMB48 Team N：山本彩
- NMB48 Team M：吉田朱里
- NMB48 Team M / Team 4：澀谷凪咲
- NMB48 Team BII：矢倉楓子
- HKT48 Team H：神志那結衣、駒田京伽、坂口理子
- HKT48 Team KIV：渕上舞、森保圆

### 濑户内之声
（中心成员：瀧野由美子）
- Team 4 / STU48：岡田奈奈
- HKT48 Team H / STU48：指原莉乃
- STU48：磯貝花音、市岡愛弓、岩田陽菜、尾崎舞美、門田桃奈、瀧野由美子、谷口茉妃菜、張織慧、土路生優里、福田朱里、藤原梓、三島遙香、森香穗、藪下楓

## 外部連結
- 國王唱片官方網站（日語）
  - Type A 初回限定盤 （页面存档备份，存于）
  - Type A 通常盤 （页面存档备份，存于）
  - Type B 初回限定盤 （页面存档备份，存于）
  - Type B 通常盤 （页面存档备份，存于）
  - Type C 初回限定盤 （页面存档备份，存于）
  - Type C 通常盤 （页面存档备份，存于）
  - 劇場盤 （页面存档备份，存于）
- 空有願望 （页面存档备份，存于）－AKB48官方網站（日語）
- YouTube上的【MV full】空有願望 / AKB48[公式]
- YouTube上的【MV】空有願望 Short ver. / AKB48[公式]
- YouTube上的【MV】空有願望 / 華納official HD 高畫質官方中字版